# Oude Brug (Umeå)
De Oude Brug is een brug in de Zweedse stad Umeå. Het is de oudste overgebleven brug over de rivier Ume älv. De brug is 301 meter lang en werd in 1863 geopend. Lange tijd was het nodig tol te betalen om de brug te gebruiken. Momenteel is de brug alleen toegankelijk voor voetgangers en fietsers. In 1894-1895 is de originele houten structuur van de brug vervangen en kreeg de brug het huidige uiterlijk.